# Mono (Benin)
6°38′N 1°43′Ø / 6.633°N 1.717°Ø
 For alternative betydninger, se Mono (flertydig). (Se også artikler, som begynder med Mono)
Mono er et departement i Benin der ligger i den sydvestlige del af landet langs kysten af Beninbugten. Det grænser til departementerne Kouffo og Atlantique, og mod vest grænser det langs floden Mono til landet Togo. Før reformen i 1999 som delte de oprindelige seks departementer i tolv nye, var departementet Kouffo, der ligger mod nord, en del af Mono.
Blandt sprogene i området er er Gen, Ewe og nogle af Phla–Pherá-sprogene.

## Administrativ inddeling
Mono er inddelt i fem kommuner.
1. Athieme
2. Bopa
3. Comé
4. Grand-Popo
5. Houéyogbé